# (5393) Goldstein
(5393) Goldstein est un astéroïde de la ceinture principale.

## Description
(5393) Goldstein est un astéroïde de la ceinture principale. Il fut découvert le 5 mars 1986 à la station Anderson Mesa par Edward L. G. Bowell. Il présente une orbite caractérisée par un demi-grand axe de 2,34 UA, une excentricité de 0,13 et une inclinaison de 5,3° par rapport à l'écliptique.

## Compléments